# Playa de La Polea
La pequeña Playa de la Polea, que no hay que confundir con la Playa de Las Poleas, próxima a Tapia de Casariego, es una playa situada en el occidente del Principado de Asturias (España), en el concejo de Valdés y pertenece a la localidad de Barcia. La playa es rectilinea, tiene una longitud de unos 250 m y una anchura media de unos 25-30 m. Su entorno es rural, con un grado de urbanización medio y una peligrosidad alta. El acceso rodado es muy fácil e inferior a unos quinientos m. El lecho es de cantos rodados y arena de grano oscuro y gruesos. Su grado de utilización es escaso.
Para llegar a la playa hay que desviarse en la carretera N 634 y coger la recta que lleva a Barcia. Una vez sobrepasado el primer hotel hay que girar a la derecha en dirección a La Rampla. Una vez pasado el pueblo y la iglesia, hay un camino hacia la izquierda que termina en un prado; 200 m más adelante se divisan unos eucaliptos que hay que dejar a la derecha y poco más adelante se llega a los acantilados que bordean la playa. Algo más hacia el oeste está la cala «La Entrada», de características muy similares a la de La Polea.
Las actividades recomendadas son la pesca recreativa a caña y submarina así como la fotografía por la belleza de los paisajes del entorno. En el pueblo próximo de «Barcellina» hay varias «casas de indianos» que merecen visitarse. Es muy conveniente tomar muchas precauciones al acercarse a los acantilados ya que, a causa de la vegetación, no se aprecia fácilmente donde comienzan.